# O Berço do Herói
O Berço do Herói é uma peça teatral de Dias Gomes, cuja primeira montagem data de 1965. Escrita na década de 1960, a obra é tanto uma crítica explicitamente humanista à forma como se constroem mitos heroicos baseados em fatos reais, como implicitamente contextual em relação ao então regime militar que se iniciava no Brasil; e tem como um de seus panos de fundo a participação brasileira na campanha da Itália durante a Segunda Guerra Mundial.

## Sinopse
O protagonista é o cabo Roque, que em meio aos bombardeios em um dos combates no norte da Itália no final de 1944 tem um surto de nacionalismo, sai correndo em direção às linhas inimigas, desaparecendo em meio ao intenso fogo de batalha, sendo dado como morto.
Assim, sem nunca ter sido encontrado seu corpo, a partir destes fatos se desenvolve após a guerra todo um comércio turístico na região da pequena cidade natal do protagonista, que gira em torno do mito do herói de guerra. A cidade onde nasceu é renomeada passando a se chamar cidade Cabo Roque, o batalhão no qual ele serviu também passa a chamar-se Batalhão de Infantaria Cabo Roque e a escola onde ele estudou, Centro Educacional Municipal Cabo Roque. Toda cidade passa assim a viver em torno da memória de seu herói, desde a venda de fotos da infância do cabo Roque, medalhinhas, até um clube de futebol que foi fundado com seu nome. O próprio turismo à cidade, desenvolve-se portanto em decorrência das inúmeras histórias sobre o herói.
Passados cerca de 20 anos, um belo dia, sem avisar a ninguém chega um homem à cidade; procura algumas pessoas, que o levam à prefeitura, sendo recebido em audiência particular pelo prefeito (amigo íntimo, de infância, como anunciava a todos, do herói cabo Roque) quando então anuncia ao mesmo:
- Sou Roque, o cabo, eu não morri na guerra, na verdade fugi. Durante minha fuga, encontrei uma italiana que me acolheu, fiquei lá vivendo com ela até algum tempo atrás quando ela morreu e decidi voltar à minha terra.
Era tudo que o prefeito e todos os outros que beneficiavam-se de seu herói não precisavam ou queriam ouvir. Que ele tivesse voltado, que não fosse herói mas sim um desertor que fugiu do combate, ficou vivendo com uma amante e agora voltara com a cara mais lavada do mundo. 
O prefeito leva-o de volta ao bordel da cidade, onde este havia se reapresentado à dona do mesmo, que também lucrava com o mito do herói e, junto com outras pessoas influentes da cidade após fracassada tentativa de convencê-lo a assumir outra identidade, deixando tudo como está, decidem que só há uma alternativa: matar o cabo Roque. Envenenam-no; escondem o corpo e traçam um plano para os dias seguintes. 
Feito isso, no dia seguinte o prefeito convoca os moradores na praça da cidade e faz um importante pronunciamento: recebeu das autoridades italianas informações seguras sobre a localização do corpo do herói nacional Cabo Roque e as autoridades italianas concordaram em enviar os restos mortais em um caixão lacrado que chegaria à cidade vindo de trem desde a capital, e poderiam então dar um repouso definitivo para o herói de todos, o inigualável cabo Roque. 
Alguns dias depois chega o trem à estação da cidade e nele vem um caixão, com a bandeira da Itália e a do Brasil, onde repousam os restos mortais de Cabo Roque. Na verdade era o cadáver recente do cabo que voltara sem avisar e que, mesmo com caixão lacrado havia sido providencialmente vestido com uniforme de campanha. Estava resolvido o problema; preservara-se a história e o herói com ninguém sabendo de nada, exceto claro naquele momento, as pessoas diretamente envolvidas na trama e que não tinham nenhum interesse em divulgar a farsa assassina que o prefeito criara e da qual haviam sido cúmplices. Tudo para manter uma história que ninguém sabia muito bem como tinha começado, apenas que Roque tinha corrido em direção às linhas inimigas. Mas, e se ele e a italiana tivessem tido filhos? Parece que alguém ouvira algo a respeito mas estava demasiado embriagado para lembrar os detalhes de uma das conversas que Roque tivera antes de ser envenenado; e se tivesse filho/a(s), teria contado algo a ele/a(s), e se fosse assim, se alguém viesse da Itália procurá-lo?... Inventar-se ia algo? De qualquer modo, agora era tarde.
Antes de ser morto, quando ainda nem desconfiava de seu destino, Roque contou no bordel o que acontecera: sofrera um ataque de pavor, saindo correndo aos gritos com o fuzil em mãos e sem olhar para nada; havia muita fumaça e névoa, passou por cadáveres de alguns alemães, só então percebendo que havia corrido em direção às linhas inimigas, ouvindo cada vez mais distantes seus companheiros gritando atrás de si, passou por escombros, mais adiante continuando a correr sem saber por que ou conseguir parar viu-se dentro de uma floresta onde se perdeu. Fazia frio, final de outono europeu, quase inverno, tempo encoberto. Após passar por maus bocados durante o dia e vagar um tempo que ele não sabe especificar, durante o qual os sons de batalha foram ficando cada vez mais distantes, ele avistou uma casinha, viu luz, aproximou-se cautelosamente, observou sorrateiramente pela janela uma bela mulher,  que estava sozinha. Ele resolveu bater, ela atendeu e o deixou entrar para se aquecer, lá passou a noite, um dia, dois, foi ficando, foram se entendendo, o tempo passou, a guerra acabou e ele decidiu continuar vivendo ali com ela. Conforme o tempo passava, algumas pessoas iam chegando enquanto outras iam voltando às casas que tinham abandonado durante a guerra; com ninguém se lembrando ou mesmo se importando em como ele havia chegado ali, se tornara assim parte do lugar e aceito por todos.
Mas a mulher morrera há alguns anos e ( detalhe que muitos discordavam existir ou sequer ele ter contado ) com uma filha já crescida estudando ou vivendo em Bolonha, achou que o melhor a fazer era voltar à sua cidade natal para rever os amigos, e também ver como estava sua situação legal já que tinha desertado. Ao chegar descobriu toda a história; que o tinham por morto, que o batalhão tinha seu nome, como aliás "tudo" de importante na cidade a começar da própria tinha seu nome e ele era dado como herói.
Contou sua história mas só em seus últimos instantes, ao sentir que havia sido vítima de envenenamento, descobriu que assim iria permanecer, um "herói", Morto. Ou, como expressou bem um veterano real da Força Expedicionária Brasileira em suas memórias de guerra:
" Na guerra é preciso fabricar heróis ...Mortos podem ser venerados sempre, sem nada exigir, sem incomodar jamais.  "

## Histórico & desenvolvimento
Esta peça, que foi censurada pela ditadura militar brasileira, serviu de base 2 décadas depois para uma telenovela escrita pelo mesmo autor e que fez enorme sucesso na televisão brasileira, sendo a novela de maior audiência da história e tendo depois sido exibida em muitos outros países. É a história de Roque Santeiro, cuja primeira versão em 1975 "A Incrível história de Roque Santeiro e sua fogosa viúva, que o era sem nunca ter sido", também foi proibida de ir ao ar pela censura do regime militar.

## Elenco
Em sua primeira encenação, O Berço do Herói tinha no elenco Milton Moraes (Cabo Roque), Tereza Rachel (Porcina) e Sebastião Vasconcelos (Chico Malta), entre outros.

## Livro referência
O Berço do Herói; Dias Gomes; Livro de 175 páginas, contendo versão da Peça Teatral / ISBN 8528607038 ; ISBN 9788528607031